# Colibrí de la puna
El colibrí de la puna (Oreotrochilus estella) és un colibrí.

## Descripció
- Colibrí mitjà amb uns 14 cm de llargària.
- Bec negre, petit, fi i lleugerament corbat.
- Mascle marró groguenc per sobre. Gorja verd maragda limitada per una línea negra. Pit i abdomen blancs amb una banda longitudinal marró. Flancs i subcaudals grisenques. Rectrius centrals verd fosc i la resta principalment blanques.
- Semblant al mascle, amb la gola blanquinosa amb taques fosques. Parts inferiors clares.

## Hàbitat
Habita zones de praderia de muntanya entre 3000 i 4000 m.

## Subespècies i distribució
S'han descrit dues subespècies:
- O. e. estella (d'Orbigny, 1838). Des del sud-oest del Perú i nord-oest de Bolívia fins al nord de Xile i nord-oest de l'Argentina.
- O. e. bolivianus Boucard, 1893. De Cochabamba, a Bolívia central.